# 62街／新烏德勒支大道車站
62街／新烏德勒支大道車站（英語：62nd Street/New Utrecht Avenue station）是一個紐約地鐵車站複合，由切土的BMT海灘線和高架的BMT西城線共用。位於布魯克林本森赫斯特新烏德勒支大道及62街交界，設有D線、N線（任何時候停站）與部分W線（僅繁忙時段停站）列車服務。
在1920年代兩條地鐵路線在此處重建以前，此處稱為巴斯交匯。當時兩條路線設有軌道連接，以便來自康尼島的海灘線列車可途經西城線，通過布魯克林大橋，以曼哈頓下城的公園臺高架鐵路車站為總站。
整個車站複合，連同海灘線其餘八個車站將進行徹底翻新，並自2015年起安裝4部無障礙通行升降機。

## 歷史
巴斯交匯車站位於鄰近現時車站位置。取名自紐約及海灘鐵路（海灘線）與布魯克林、巴斯康尼島鐵路（西城線）的鐵路道岔。紐約及海灘鐵路將位於交匯點的車站稱為「巴斯交匯」，而布魯克林、巴斯康尼島鐵路則稱為「海灘交匯」。不過後來兩間鐵路公司採用了同一名稱。巴斯交匯位於鄰近現時新烏德勒支大道和62街的交差路口。
交匯處包括一條連接兩條路線的軌道，以便紐約及海灘鐵路列車可途經布魯克林、巴斯康尼島鐵路軌道通過布魯克林大橋。兩條路線在第九大道與BMT卡爾弗線匯合，後來再與BMT第五大道線與BMT默特爾大道線。
兩條線在布魯克林捷運公司重建成地鐵路線後停用「巴斯交匯」的名稱。連接軌道在西城線可直達曼哈頓，以及高低落差過大的情況下已經變得多餘。反而興建了多層車站複合以便兩線乘客轉乘。
截至1985年，此站在平日只有189名乘客，不計算逃票人數，是紐約地鐵最少人使用的車站之一。截至2016年，車站在平日仍然只有5,602名乘客，2016年全年也只有1,784,812名乘客。

## 車站結構
| 2F 月台層 | 北行               | 往諾伍德-205街（55街）                                                |
| 2F 月台層 | 島式月台，左側開門 |                                                                       |
| 2F 月台層 | 尖峰特快           | 無定期服務                                                            |
| 2F 月台層 | 島式月台，左側開門 |                                                                       |
| 2F 月台層 | 南行               | 經西城往康尼島-斯提威爾大道（71街）                                   |
| 1F        | 夾層               | 往出入口、車站詢問處、MetroCard自動售票機                             |
| G         | 街道層             | 出入口                                                                |
| B1 月台層 | 側式月台，右側開門 | 側式月台，右側開門                                                    |
| B1 月台層 | 北行               | 往阿斯托利亞-迪特馬斯林蔭路（漢密爾頓堡公園道）                       |
| B1 月台層 | 可逆快速           | 無定期服務                                                            |
| B1 月台層 | 中央軌道           | 道床                                                                  |
| B1 月台層 | 南行               | 往康尼島-斯提威爾大道（18大道） · 往格雷夫森德-86街（新烏德勒支大道） |
| B1 月台層 | 側式月台，右側開門 |                                                                       |

## BMT西城線月台
BMT西城線的62街車站是一個快車地鐵站，在1916年6月24日啟用，當時是西城線第一期的總站。
此站設有兩個島式月台和三條軌道。中央軌道只用作改道和非營運時使用。

## BMT海灘線月台
BMT海灘線的新烏德勒支大道車站設有兩個側式月台和四條軌道。月台延長至車站北端和主樓梯以外。雖然車站大部分都位於切土內，但兩個月台的兩端都位於隧道內。車站的此段自2005年起列入國家史蹟名錄。
作為沿海灘線九個車站的翻新計劃的一部分，往曼哈頓方向月台自2016年1月18日至2017年5月22日期間關閉，往康尼島方向月台在2017年7月31日關閉，預計在2018年秋天重開。

## 外部連結
- nycsubway.org—BMT Sea Beach Line: New Utrecht Avenue
- nycsubway.org—BMT West End Line: 62nd Street
- Station Reporter — 62nd Street/New Utrecht Avenue Complex
- The Subway Nut — New Utrecht Avenue Pictures（页面存档备份，存于）
- 62nd Street entrance from Google Maps Street View（页面存档备份，存于）
- 60th Street entrance from Google Maps Street View（页面存档备份，存于）
- 15th Avenue entrance from Google Maps Street View（页面存档备份，存于）
- Sea Beach Line platforms from Google Maps Street View（页面存档备份，存于）
- West End Line platforms from Google Maps Street View （页面存档备份，存于）